# Genevieve Nnaji
Genevieve Nnaji (Mbaise, Imo állam, Nigéria, 1979. május 3. –) nigériai színésznő. 2005-ben elnyerte az Afrikai Filmakadémia legjobb színésznőnek kijáró díját.

## Élete
Genevieve Nnaji Lagosban, Nigéria kereskedelmi központjában nőtt fel. Nyolcgyermekes középosztálybeli család negyedik gyermekeként látta meg a napvilágot. Apja mérnök, édesanyja tanár. Felsőfokú tanulmányait a yabai Methodist Girls College-ban kezdte, majd a Lagosi Egyetemen fejezte be. Egyetemi évei alatt már rendszeresen foglalkozott színészettel, részt vett több Nollywood-projektben is.

## Pályafutása
Nnaji nyolcévesen gyermekszínészként kezdte karrierjét a Ripples című szappanoperában. Számos reklámban volt látható, így a Pronto nevű italéban és az Omo mosóporéban. 2004-ben a Lux szappan reklámarca lett, mely sok haszonnal járt a fiatal színésznő számára.
Már 19 éves korában, 1998-ban bemutatkozhatott a nigériai filmiparban Most Wanted című filmjével. További filmjei közt szerepel a Last Party, a Mark of the Beast és az Ijele. Több mint 80 Nollywood-film főszerepét játszhatta el.
Nnaji munkáiért számos kitüntetésben részesült. A City People Awards legjobb színésznő díját 2001-ben kapta meg, míg az Afrikai Filmakadémiáét (AMAA) 2005-ben.
2004-ben lemezszerződést kötött az EKB Records-szal, majd One Logologo Line címmel kiadták bemutatkozó albumát, melyen szerepelt R&B, Hip-Hop és Urban music is.
Saját divatmárkáját („St. Genevieve”) 2008-ban indította el, mely bevételének egy részét jótékonysági alapítványoknak adományozza.
Genevieve Nnaji Nollywood egyik legjobban fizetett színésznője.

## Filmjei
| Év   | Film                         | Szerep       | Megjegyzések                                                          |
| ---- | ---------------------------- | ------------ | --------------------------------------------------------------------- |
| 1998 | Most Wanted                  |              |                                                                       |
| 1999 | Camouflage                   |              | valamint Ramsey Nouah                                                 |
| 2001 | Love Boat                    |              | valamint Ramsey Nouah                                                 |
| 2001 | Death Warrant                |              |                                                                       |
| 2002 | Valentino                    |              | valamint Ramsey Nouah                                                 |
| 2002 | Sharon Stone                 | Sharon Stone |                                                                       |
| 2002 | Runs!                        |              | valamint Gorgina Onuoha                                               |
| 2002 | Power of Love                | Juliet       | valamint Ramsey Nouah, Grace Amah                                     |
| 2002 | Formidable Force             |              | valamint Gorgina Onuoha                                               |
| 2002 | Battle Line                  |              | valamint Ramsey Nouah és Pete Edochie                                 |
| 2003 | Above Death: In God We Trust |              | valamint Pete Edochie, Kate Henshaw-Nuttal, Ramsey Nouah és Zack Orji |
| 2003 | Blood Sister                 |              | valamint Omotola Jalade-Ekeinde és Tony Umez                          |
| 2003 | Break Up                     |              | valamint Ramsey Nouah                                                 |
| 2003 | Butterfly                    |              | valamint Ramsey Nouah                                                 |
| 2003 | By His Grace                 |              | valamint Tony Umez                                                    |
| 2003 | Church Business              |              | valamint Ramsey Nouah és Segun Arinze                                 |
| 2003 | Deadly Mistake               |              |                                                                       |
| 2003 | Emergency Wedding            |              | valamint Tony Umez                                                    |
| 2003 | Emotional Tears              | Helen        |                                                                       |
| 2003 | For Better for Worse         |              |                                                                       |
| 2003 | Honey                        |              | valamint Ramsey Nouah és Pete Edochie                                 |
| 2003 | Jealous Lovers               | Chioma       |                                                                       |
| 2003 | Keeping Faith: Is That Love? |              | valamint Richard Mofe-Damijo                                          |
| 2003 | Last Weekend                 |              | valamint Ramsey Nouah                                                 |
| 2003 | Late Marriage                |              |                                                                       |
| 2003 | Love                         | Anita        | valamint Richard Mofe-Damijo és Segun Arinze                          |
| 2003 | My only Love                 | Angela       | valamint Ramsey Nouah                                                 |
| 2003 | Not Man Enough               |              |                                                                       |
| 2003 | Passion és Pain              |              | valamint Ramsey Nouah és Desmond Elliot                               |
| 2003 | Passions                     |              | valamint Stella Damasus-Aboderin és Richard Mofe-Damijo               |
| 2003 | Player: Mr. Lover Man        |              |                                                                       |
| 2003 | Private Sin                  | Faith        | valamint Richard Mofe-Damijo és Stephanie Okereke                     |
| 2003 | Sharon Stone in Abuja        | Sharon Stone |                                                                       |
| 2003 | Super Love                   |              | valamint Ramsey Nouah és Pete Edochie                                 |
| 2003 | The Chosen One               |              |                                                                       |
| 2003 | Women Affair                 |              |                                                                       |
| 2004 | Bumper to Bumper             |              | valamint Georgina Onuoha                                              |
| 2004 | Critical Decision            |              | valamint Richard Mofe-Damijo és Stephanie Okereke                     |
| 2004 | Dangerous Sister             |              | valamint Tony Umez és Dakore Egbuson                                  |
| 2004 | Goodbye New York             |              | valamint Rita Dominic                                                 |
| 2004 | He Lives in Me               |              |                                                                       |
| 2004 | Into Temptation              |              | valamint Ramsey Nouah                                                 |
| 2004 | My First Love                |              | valamint Tony Umez                                                    |
| 2004 | Never Die for Love           |              |                                                                       |
| 2004 | Promise Me Forever           |              | valamint Stephanie Okereke                                            |
| 2004 | Stand by Me                  |              |                                                                       |
| 2004 | Treasure                     |              |                                                                       |
| 2004 | Unbreakable                  |              | valamint Ramsey Nouah                                                 |
| 2004 | We Are One                   |              | valamint Stella Damasus-Aboderin                                      |
| 2005 | Darkest Night                |              | valamint Richard Mofe-Damijo és Segun Arinze                          |
| 2005 | Games Women Play             |              | valamint Stella Damasus-Aboderin, Desmond Elliot és Zack Orji         |
| 2005 | Rip-Off                      |              | valamint Ramsey Nouah                                                 |
| 2006 | Girls Cot                    |              | valamint Rita Dominik és Ini Edo                                      |
| 2006 | 30 Days                      | Chinora Onu  | valamint Segun Arinze                                                 |
| 2007 | Letters to a Stranger        |              | valamint Segun Arinze                                                 |
| 2007 | Warrior's Heart              |              |                                                                       |
| 2008 | Beautiful Soul               | Olivia       |                                                                       |
| 2008 | Broken Tears                 |              | valamint Van Vicker, Kate Henshaw-Nuttal and Grace Amah               |
| 2008 | My Idol                      |              |                                                                       |
| 2008 | River of Tears               | Yvonne       |                                                                       |

## Fordítás
- Ez a szócikk részben vagy egészben  a   Genevieve Nnaji című angol Wikipédia-szócikk ezen változatának fordításán alapul.  Az eredeti cikk szerkesztőit annak laptörténete sorolja fel. Ez a jelzés csupán a megfogalmazás eredetét és a szerzői jogokat jelzi, nem szolgál a cikkben szereplő információk forrásmegjelöléseként.